# 狭长斑鸠菊
狭长斑鸠菊（学名：Vernonia attenuata）为菊科班鸠菊属的植物。分布于印度、缅甸、锡金以及中国大陆的云南等地，生长于海拔600米至1,100米的地区，常生于山谷灌丛疏林中，目前尚未由人工引种栽培。